# 川西锦鸡儿
川西锦鸡儿（学名：Caragana erinacea）为豆科锦鸡儿属下的一个种。

## 扩展阅读
- 維基物種上的相關：川西锦鸡儿